# Співачук Олександр Володимирович
Олекса́ндр Володи́мирович Співачу́к (1982—2014) — майор, Міністерство внутрішніх справ України, учасник російсько-української війни.

## Життєпис
Народився 1982 року в місті Хмельницький. Його батько — Співачук Володимир Леонідович; народний депутат України. 1999 року закінчив Хмельницьку ЗОШ № 15, по тому — Київський національний університет внутрішніх справ. Отримав кваліфікацію інженера-спеціаліста з експлуатації радіоелектронних приладів. Працював у відділі розслідування загальнокримінальних злочинів слідчого управління УМВС України в Хмельницькій області. В 2004—2005 роках проходив строкову службу у лавах ЗСУ. 2011 року переведений на посаду слідчого, а 2013-го — старшого слідчого. Здобув другу вищу освіту — на факультеті правознавства та правоохоронної діяльності Національної академії внутрішніх справ. Займався науково-дослідною роботою, опублікував низку наукових праць.
В часі війни з травня 2014 року — доброволець, старший інспектор, батальйон «Миротворець». Брав участь у боях за Слов'янськ, Дзержинськ, поблизу Горлівки, Іловайськ. Загинув 29 серпня у «зеленому коридорі» на дорозі між селами Новокатеринівка та Горбатенко. 3 вересня 2014-го тіла 97 загиблих привезено до дніпропетровського моргу.
Вдома лишилися батьки, дружина, син Дмитро 2010 р.н., сестра і брат. До січня 2015 року перебував в списках зниклих безвісти. Упізнаний родичами. Перепохований з Краснопільського кладовища Дніпропетровська — був похований як невідомий захисник України — у сектор почесних поховань кладовища мікрорайону Ракове Хмельницького.

## Нагороди та вшанування
За особисту мужність і героїзм, виявлені у захисті державного суверенітету та територіальної цілісності України, вірність військовій присязі під час російсько-української війни
- нагороджений орденом «За мужність» III ступеня (9.4.2015, посмертно).
- в березні 2016 року у хмельницькій ЗОШ № 15 відкрили меморіальну дошку випускнику Олександру Співачуку
- Почесний громадянин міста Хмельницького (посмертно)
- Його портрет розміщений на меморіалі «Стіна пам'яті полеглих за Україну» у Києві: секція 3, ряд 10, місце 35
- Вшановується 29 серпня на щоденному ранковому церемоніалі вшанування українських захисників, які загинули цього дня у різні роки внаслідок російської збройної агресії[1]
- Іловайський Хрест (посмертно)

## Джерела

Меморіальна дошка О. Співачуку на будівлі школи.